# Сабажо
Сабажо (груз. საბაჟო) — село в Грузії.
За даними перепису населення 2014 року в селі проживає 1448 особи.